# Обербергкірхен
Обербергкірхен (нім. Oberbergkirchen) — громада в Німеччині, розташована в землі Баварія. Підпорядковується адміністративному округу Верхня Баварія. Входить до складу району Мюльдорф. Центр об'єднання громад Обербергкірхен.
Площа — 27,54 км2. Населення становить 1702 ос. (станом на 31 грудня 2020).

## Галерея

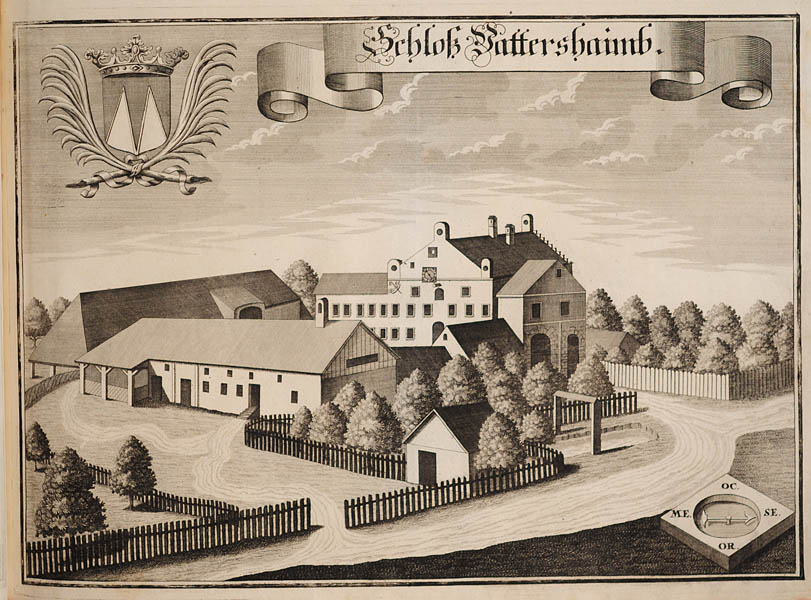
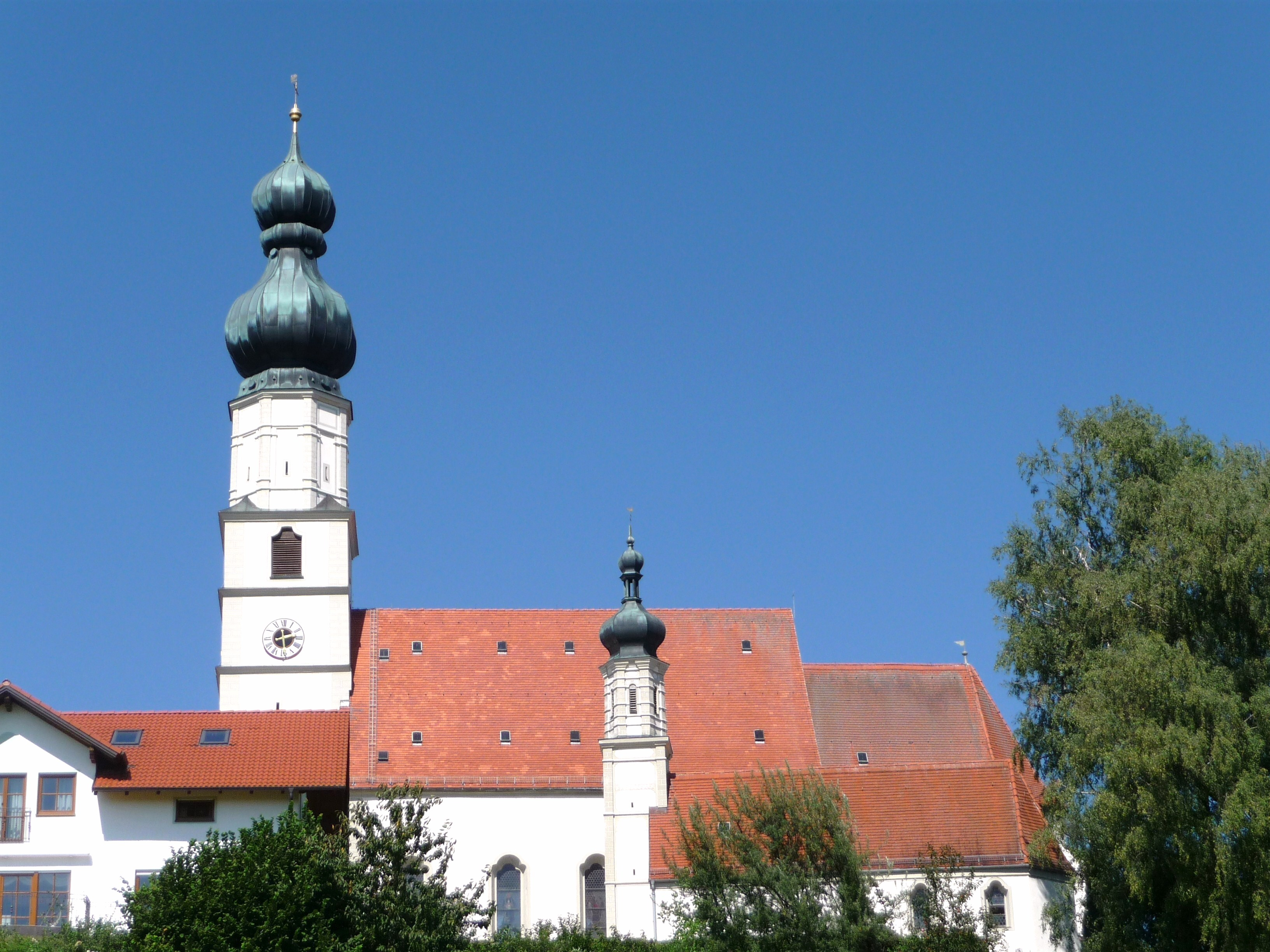
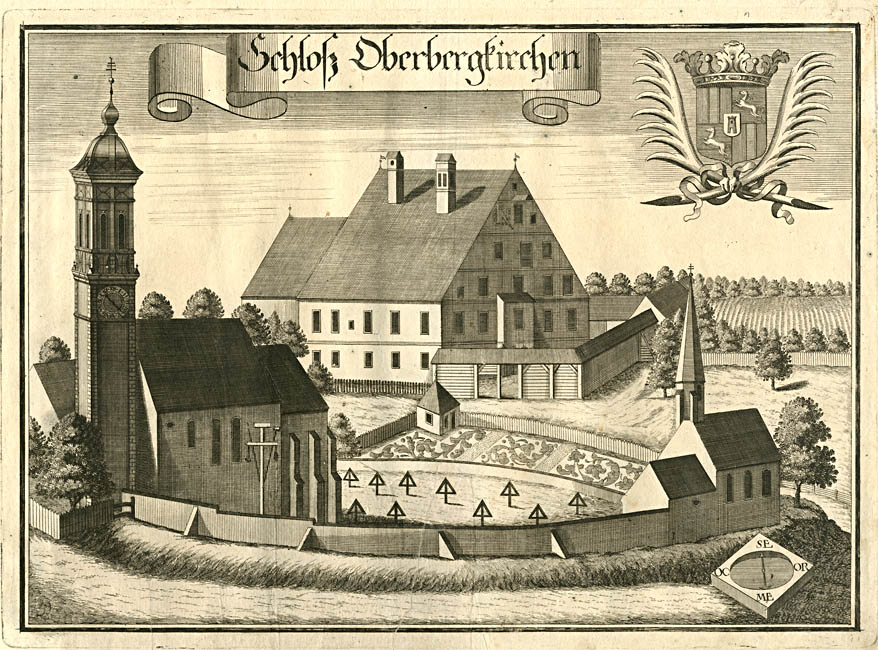